# Chancay
Cet article concerne la ville du Pérou. Pour la civilisation Chancay, voir Chancay (culture).
Chancay (en espagnol : Chancay ; en quechua : Chankay) est une ville côtière du centre du Pérou, dans la province de Huaral (région de Lima). Elle est située à environ 75 km au nord de Lima. Sa population s'élève à 32 312 habitants en 2007 et 65 000 en 2025.
La petite ville est le site d'un nouveau port en eau profonde construit par la Chine dans le cadre de son projet de la nouvelle route de la soie. Il est inauguré le 14 novembre 2024, accélérant l'expédition des ressources du Pérou vers la Chine.

## Histoire
Dans les années 2020, un important port de conteneurs est construit à Chancay. Il est détenu à 60 % par Cosco et à 40 % par Volcan Compania Minera, une entreprise minière péruvienne. Son coût est estimé à 3,5 milliards de dollars. Inauguré en novembre 2024 par Xi Jinping et Dina Boluarte, c'est le premier port d'Amérique latine contrôlé par la Chine. Il est en capacité d'accueillir toutes les tailles de porte-conteneurs et permet de réduire d'un tiers le temps de trajet des produits chinois entrant dans le pays'.

## Tourisme
- Château de Chancay
- Musée de Chancay

## Personnalités liées
- Ottorino Sartor (1945-2021), gardien de but de football international né à Chancay.